# Кад фазани лете
Кад фазни лете је четврти студијски албум рок групе Азра, снимљен од 15. до 25. јануара 1983. у студију Cream у Франкфурту, а исте године је издао Југотон.

## Позадина

### Пре снимања
Крајем 1982. године Бранимир Штулић је десетак дана провео у Сарајеву и представљао песме Горану Бреговићу, који је требало да буде продуцент албума. Штулић је на крају одустао од сарадње, рекавши касније у интервјуу за Џубокс – „Бреговић и ја смо раскинули у време када смо обојица били старији од Ленона и Макартнија у време њиховог растанка. Да смо се срели пре десет, дванаест година... та веза би вероватно била " 

### Снимање
Албум је снимљен без учешћа сталних чланова Азре, бубњара Бориса Лајнера и басисте Мише Хрњка, који су отишли на одслужење војног рока. Лајнера је заменио Срећко Антониоли, док је Бранимир Штулић свирао бас и гитару.

### Звук
Када фазани лете, доноси знатно другачији звук од претходног албума Филигрански плочници. Албум је произведен као класични хард рок албум, испуњен жестоким гитарским рифовима, уз честу употребу повратних информација и дисторзије. У истом интервјуу за Џубокс, Штулић каже: „До сада сам снимао са Трулог на осмоканалном магнетофону, а овај пут је то прави студио... Могао сам да добијем звук као сваки нормалан бенд. Ово је рекорд за велике бине и велике концерте. "

### Теме
На овом албуму Штулић објављује и компилацију љубавних песама ( Као и јучер, Плави голуб, My Dear, Ниска бисера ) и верених песама ( Анђели, Небо изнад Трнског, Штићеник ). За разлику од претходних радова, заступљене су песме са надреалним угођајем, попут Немира и страст, која је уједно и једини хит на албуму. Насловна песма је критика Љубише Ристића, позоришног редитеља којег је Штулић упознао 1982. радећи на представи „Ослобођење Скопља“. 